# Albrecht Haack
Pour les articles homonymes, voir Haack.
Albrecht Haack, né le 6 décembre 1898 à Südende et mort le 22 septembre 1976 à Munich, est un chimiste allemand. Il découvre, avec Anton Vilsmeier, la réaction de Vilsmeier-Haack.
Il est le père de Dieter Haack, ministre fédéral de l'Aménagement du territoire de 1978 à 1982 dans le gouvernement Schmidt.

## Biographie
Albrecht Haack naît le 6 décembre 1898 à Südende, son père Friedrich Haack (1868-1935), deviendra plus tard la premier professeur d'histoire de l'art à l'université d'Erlangen. Après avoir participé à la Première Guerre mondiale, il s'engage, au printemps 1919, dans le corps franc de Franz von Epp et participe à l’écrasement de la république des conseils de Bavière. 
Haack étudie la chimie et les sciences naturelles de 1919 à 1924 à l'université d'Erlangen, où il  obtient son diplôme en 1924. Ses études sont fréquemment interrompus par son engagement dans la Reichswehr et ses activités politiques au sein de l'université. Il obtient son doctorat en 1926 sous la direction d'Otto Fischer et d'Anton Vilsmeier. La réaction de Vilsmeier-Haack qu'il découvre avec Anton Vilsmeier pour la formylation de composés aromatiques avec des formamides et de l'oxychlorure de phosphore porte son nom. Selon Vilsmeier, il ne s'agit cependant que de l'élucidation de la méthode de synthèse déjà trouvée auparavant dans sa propre thèse. Leurs travaux sont publiés en 1927.
De 1928 à 1941, il est chimiste d'entreprise à la centrale laitière de Karlsruhe. De 1941 à 1945, il effectue son service militaire puis, travaille dans l'administration fiscale à Erlangen et Nuremberg. Il prend sa retraite en 1963 et meurt le 22 septembre 1976 à Munich.
Son fils Dieter Haack est député SPD au Bundestag de 1969 à 1990. Il est ministre fédéral de l'Aménagement du territoire de 1978 à 1982 dans le gouvernement Schmidt.

## Publication
- (de) Haack, A., Über die Einwirkung von Phosphorchloriden (POCl3, PCl5) auf Methyl-(Äthyl-)Formanilid. Synthese sekundärer und tertiärer aromatischer Aminoaldehyde (Mémoire de thèse), Erlangen, Greifswald: Hartmann, 1926 (OCLC 492682126).